# 秋元康 自分の時間
「秋元康 自分の時間」（あきもとやすし じぶんのじかん）は、ニッポン放送をキーステーションに放送されていたラジオ番組。放送開始は、2001年（平成13年）10月。
番組が開始した当初の半年間は平日帯番組（ただし4曜日）で、ゲストを迎えてのトーク番組として放送されていた（番組開始週はゲストなし）が、その後の1年間は毎週1回の放送でゲストは2週にわたり出演していた。
帯番組時代は一部地域でもネットされていた。

## パーソナリティー
- 秋元康 （脚本家）
- 山本麻祐子 （当時ニッポン放送アナウンサー）

## ネット局・放送時間
2001年（平成13年）10月 - 2002年（平成14年）3月
- ニッポン放送
月曜日 - 木曜日 21:00 - 21:30
- 山梨放送・信越放送
火曜日 - 金曜日 18:30 - 19:00
- 四国放送
火曜日 - 金曜日 19:00 - 19:30